# Оливера, Матиас
Матиас Оливера Мирамонтес (исп. Mathías Olivera Miramontes; род. 31 октября 1997, Монтевидео) — уругвайский футболист, защитник клуба «Наполи» и сборной Уругвая. Участник чемпионата мира 2022 года.

## Клубная карьера
Оливера — воспитанник клуба «Насьональ». 13 февраля 2016 года в матче против столичного «Ривер Плейта» он дебютировал в уругвайской Примере. В своём первом сезоне Матиас помог клубу выиграть чемпионат. В 2017 году перешёл в «Атенас» на правах аренды. Летом 2017 года Оливера подписал соглашение на шесть лет с испанским «Хетафе». 24 октября в поединке Кубка Испании против «Алавеса» Матиас дебютировал за основной состав. 3 ноября в матче против «Бетиса» он дебютировал в Ла Лиге. 21 апреля 2018 года в поединке против «Эйбара» Матиас забил свой первый гол за «Хетафе».
Летом 2018 года Оливера на правах аренды перешёл в «Альбасете». 7 октября в матче против «Овьедо» он дебютировал в Сегунде. 8 декабря в поединке против «Осасуны» Матиас забил свой первый гол за «Альбасете». После окончания аренды игрок вернулся в «Хетафе».
Летом 2022 года Оливера перешёл в итальянский «Наполи». 15 августа в матче против «Эллас Верона» он дебютировал в итальянской Серии A. 9 октября в поединке против «Кремонезе» Матиас забил свой первый гол за «Наполи». В 2023 году игрок помог клубу выиграть чемпионат.

## Международная карьера
В 2017 года Оливера в составе молодёжной сборной Уругвая выиграл молодёжный чемпионат Южной Америки в Эквадоре. На турнире он сыграл в матчах против команд Перу, Боливии, Колумбии, Бразилии, Эквадора, Венесуэлы и Аргентины. В поединке против аргентинцев Матиас забил гол.
В том же году Оливера принял участие в молодёжном чемпионате мира в Южной Корее. На турнире он сыграл в матчах против команд Японии, ЮАР, Саудовской Аравии, Португалии, Венесуэлы и дважды Италии. В поединке против японцев Матиас забил гол.
27 января 2022 года в отборочном матче чемпионата мира 2022 против сборной Парагвая Оливера дебютировал за сборную Уругвая. 12 октября 2023 года в отборочном матче чемпионата мира 2026 против сборной Колумбии Матиас забил свой первый гол за национальную команду.
В 2022 году Оливера принял участие в чемпионате мира в Катаре. На турнире он сыграл в матчах против сборной Ганы, Португалии и Южной Кореи. 

### Голы за сборную Уругвая
| #   | Дата            | Место                                                 | Противник | Результат | Счёт | Соревнование                     |
| --- | --------------- | ----------------------------------------------------- | --------- | --------- | ---- | -------------------------------- |
| 01. | 12 октября 2023 | Метрополитано Роберто Мелендес, Барранкилья, Колумбия | Колумбия  | 1:1       | 2:2  | Чемпионат мира 2026 квалификация |

## Статистика
| Выступление            | Выступление      | Выступление      | Чемпионат | Чемпионат | Кубки | Кубки | Континент. | Континент. | Итого | Итого |
| Клуб                   | Лига             | Сезон            | Игры      | Голы      | Игры  | Голы  | Игры       | Голы       | Игры  | Голы  |
| ---------------------- | ---------------- | ---------------- | --------- | --------- | ----- | ----- | ---------- | ---------- | ----- | ----- |
| Насьональ (Монтевидео) | Див.Примьера     | 2015/16          | 2         | 0         | —     | —     | 0          | 0          | 2     | 0     |
| Насьональ (Монтевидео) | Див.Примьера     | 2016             | 0         | 0         | —     | —     | —          | —          | 0     | 0     |
| Насьональ (Монтевидео) | Итого            | Итого            | 2         | 0         | 0     | 0     | 0          | 0          | 2     | 0     |
| Атенас                 | 2.Дивизион       | 2017             | 0         | 0         | —     | —     | —          | —          | 0     | 0     |
| Хетафе                 | Ла-Лига          | 2017/18          | 3         | 1         | 1     | 0     | —          | —          | 4     | 1     |
| Хетафе                 | Ла-Лига          | 2018/19          | 14        | 0         | 0     | 0     | —          | —          | 14    | 0     |
| Хетафе                 | Ла-Лига          | 2019/20          | 24        | 0         | 0     | 0     | 5          | 0          | 29    | 0     |
| Хетафе                 | Ла-Лига          | 2020/21          | 31        | 0         | 1     | 0     | —          | —          | 32    | 0     |
| Хетафе                 | Ла-Лига          | 2021/22          | 32        | 1         | 0     | 0     | —          | —          | 32    | 1     |
| Хетафе                 | Итого            | Итого            | 104       | 2         | 2     | 0     | 5          | 0          | 111   | 2     |
| → Альбасете            | Ла-Лига 2        | 2018/19          | 15        | 1         | 0     | 0     | —          | —          | 15    | 1     |
| → Альбасете            | Итого            | Итого            | 15        | 1         | 0     | 0     | —          | —          | 15    | 1     |
| Наполи                 | Серия А          | 2022/23          | 11        | 1         | 0     | 0     | 5          | 0          | 16    | 1     |
| Наполи                 | Итого            | Итого            | 11        | 1         | 0     | 0     | 5          | 0          | 16    | 1     |
| Всего за карьеру       | Всего за карьеру | Всего за карьеру | 132       | 4         | 2     | 0     | 10         | 0          | 144   | 4     |

### Сборная
| Уругвай | Уругвай | Уругвай |
| Год     | Игры    | Голы    |
| ------- | ------- | ------- |
| 2022    | 8       | 0       |
| Всего   | 8       | 0       |

| № | Дата             | Оппонент  | Счёт | Голы | Ассисты | Карточки | Минуты    | Соревнование             |
| - | ---------------- | --------- | ---- | ---- | ------- | -------- | --------- | ------------------------ |
| 1 | 28 января 2022   | Парагвай  | 1:0  | —    | —       | —        | 90'       | Отбор ЧМ-2022 (группа А) |
| 2 | 2 февраля 2022   | Венесуэла | 4:1  | —    | —       | 66'      | 90'       | Отбор ЧМ-2022 (группа А) |
| 3 | 25 марта 2022    | Перу      | 1:0  | —    | —       | —        | 90'       | Отбор ЧМ-2022 (группа А) |
| 4 | 3 июня 2022      | Мексика   | 3:0  | —    | —       | —        | 90'       | Товарищеский матч        |
| 5 | 5 июня 2022      | США       | 0:0  | —    | —       | —        | 45'( 46') | Товарищеский матч        |
| 6 | 11 июня 2022     | Панама    | 5:0  | —    | —       | —        | 38'( 38') | Товарищеский матч        |
| 7 | 23 сентября 2022 | Иран      | 0:1  | —    | —       | —        | 85'( 85') | Товарищеский матч        |
| 8 | 27 сентября 2022 | Канада    | 2:0  | —    | —       | 60'      | 90'       | Товарищеский матч        |

Итого: сыграно матчей: 8 / забито голов: 0; победы: 6, ничьи: 1, поражения: 1.

## Достижения
«Насьональ»
- Чемпион Уругвая: 2016

«Наполи»
- Чемпион Италии (2): 2022/23, 2024/25

Сборная Уругвая (до 20 лет)
- Победитель молодёжного чемпионата Южной Америки: 2017